# 多變粗枝蘚
多變粗枝蘚（学名：Gollania varians）为灰蘚科粗枝蘚屬下的一个种。

## 扩展阅读
- 維基物種上的相關：多變粗枝蘚